# 盛冈大学短期大学部
盛冈大学短期大学部（日语：／ Morioka Daigaku Tanki Daigakubu *），简称盛短，是一所位于日本岩手县泷泽市的私立短期大学。原生活学园短期大学（日语：／ Seikatsu Gakuen Tankidaigaku *）。

## 概要

### 简介
- 学校最早可以追溯到1950年[1]。短期大学为于1964年开办[1][2]、由学校法人盛冈大学经营、教育的基础是基督教[3]为男女同校。

### 历史
- 1964年 生活学园短期大学成立并同时设置一个学科即食物营养科[2]。
- 1966年 保育科成立[2]。
- 1977年 保育科改名为幼儿教育科[2]。
- 1990年 改校名为盛冈大学短期大学部[2]、校园迁址从盛冈市至泷泽市。
- 2009年 食物营养科招生最后、次年停止招生（正式停办于2011年3月31日[2]）。

### 宪章
- 请参看盛冈大学短期大学部的标志 （页面存档备份，存于） （日語） 2014年3月18日阅览。

## 学校环境
- 校区：在岩手县泷泽市

## 历任校长
- 细川泰子：第一代短期大学校长[4]。
- 德田元：现在短期大学校长[5]

## 组织

### 学科
- 食物营养学科[注 1]
- 幼儿教育科

### 专科
| - 没有 |

### 业余课程
| - 没有 |

### 附属学校
- 前生活学园短期大学附属幼儿园：成立于1967年[6]

## 相关链接
- 日本短期大学列表